# 小马岛猬属
小馬島蝟屬（学名：Echinops）为哺乳綱食蟲目马岛猬科的一屬哺乳动物，而與小馬島蝟屬（小馬島蝟）同科的動物尚有紋蝟屬（紋蝟）、大馬島蝟屬（大馬島蝟）等之數種哺乳動物。

## 下属物种
本属包括以下物种：
- 小马岛猬 Echinops telfairi Martin, 1838